# Isle of Wight (음반)
《Isle of Wight》는 미국의 록 음악가 지미 헨드릭스의 사후 라이브 음반으로, 1971년 11월, 영국과 유럽에서 폴리도르 레코드에 의해 발매되었다. 이 음반은 헨드릭스가 1970년 8월 31일, 아일 오브 와이트 페스티벌에서 공연한 내용을 담고 있으며, 그의 마지막 공식 공연은 1970년 9월 18일, 사망하기 전까지 3주가 채 남지 않았다.

## 배경
이 음반은 영국 출신 엔지니어인 카를로스 올름스가 제작했다. 커버 아트는 1970년 9월 4일, 베를린 도이칠란트할레에서 열린 라이브 콘서트에서 찍은 것이다. 이 음반은 영국 음반 차트에서 2주 동안 17위를 기록했다. 일부 트랙은 미국 컬럼비아 레코드에서 70년대 더 퍼스트 그레이트 록 페스티벌이라는 세 개의 음반 세트에 수록되었다.
이 음반은 절판되었고, 《Blue Wild Angel: Live at the Isle of Wight》 (2002년)로 대체되었다. 이 음반은 전체 공연을 담고 있다.

## 곡 목록
모든 곡들은 특별한 언급이 없는 한 지미 헨드릭스에 의해 작사/작곡하였다.
| #  | 제목                   | 재생 시간 |
| -- | ---------------------- | --------- |
| 1. | 〈Midnight Lightning〉 | 7:14      |
| 2. | 〈Foxy Lady〉          | 8:54      |
| 3. | 〈Lover Man〉          | 3:04      |

| #  | 제목                         | 작사·작곡 | 재생 시간 |
| -- | ---------------------------- | --------- | --------- |
| 1. | 〈Freedom〉                  |           | 4:18      |
| 2. | 〈All Along the Watchtower〉 | 밥 딜런   | 4:28      |
| 3. | 〈In from the Storm〉        |           | 6:06      |